# Alta Saboia
Alta Saboia (em francês Haute-Savoie, em franco-provençal Hiôta savouè e em italiano Alta Savoia) é um departamento francês localizado na região de Auvérnia-Ródano-Alpes. Sua capital é a cidade de Annecy.